# Municipio de Ojocaliente
El municipio de Ojocaliente es uno de los 58 municipios del estado mexicano de Zacatecas. Su cabecera es la localidad de Ojocaliente.
Durante la época prehispánica, el paraje donde actualmente se asienta la ciudad de Ojocaliente, fue conocido como el Cusilique, derivación de Cuisillo que significa “el templo junto al manantial”, posiblemente cerca de los manantiales ubicados en lo que actualmente es la cabecera municipal existió un centro ceremonial al que acudían los nativos comarcanos; con la apertura del real minero fue conocido como el Real de Minas de Ojocaliente o Real de Minas de la Foncalida; en 1765 con la elevación de la población a villa,  se le otorgó el nombre de Villa del Sacramento y Real de Ojocaliente; en tanto que en la Guerra de Independencia a menudo fue llamado Villa del Sacramento y Real de Minas de Ojocaliente de Bastidas: Ojocaliente por el manantial de agua termal que existió y que era centro de la población y de Bastida por el Capitán Andrés de la Bastida, quien fue el  dueño del sitio del Ojo Caliente; consumada la independencia se le nombró Villa de Ojocaliente y durante el siglo XX solo Ojocaliente, en el año 2013, mediante el Decreto 641, la 60 Legislatura del Estado de Zacatecas otorgó la distinción de Ciudad Histórica a la cabecera municipal.

## Educación
Existen alrededor de nueve escuelas primarias en la cabecera del municipio, una secundaria federal, una secundaria técnica, también cuenta con dos bachilleratos que uno es un colegio de bachilleres y otro un CBTA.
Primarias
- González Ortega
- Esteban S. Castorena.
- María Guadalupe Castorena de Belaunzarán.
- Delfina Castorena.
- Colegio Cristóbal Colón.
- Fernando Pámanes Escobedo.
- Rafael Ramírez.
- Niños Héroes.
- Entre otras.

Secundarias
- ESGIZ (Escuela Secundaria General Ignacio Zaragoza).
- Telesecundaria Emiliano Zapata.
- Secundaria Técnica.

Preparatorias
- COBAEZ (Colegio de Bachilleres del Estado de Zacatecas) Plantel 07 Ojocaliente.
- CBTA (Centro de Bachillerato Tecnológico Agropecuario No.88).

Universidades
- Universidad Autónoma de Zacatecas Campus Ojocaliente.
- Universidad Interamericana para el Desarrollo (UNID) Campus Ojocaliente.

## Geografía
El municipio de Ojocaliente se encuentra en la región centro del estado de Zacatecas o de los valles del estado. Se localiza a los 22° con 35' de latitud Norte y 102° con 15' de longitud Oeste. Cuenta con una superficie territorial de 645 km². Colinda al norte con los municipios de Guadalupe, Trancoso y General Pánfilo Natera; al sur con Cuauhtémoc y Luis Moya; al poniente con Genaro Codina y oriente con Noria de Ángeles y Villa González Ortega. 

## Atractivos turísticos
- Parroquia de nuestra Señora de los Milagros
- Museo comunitario de Chepinque
- Museo comunitario de Palmillas
- Cueva de Ávalos
- Centro histórico